# Patrick Salumu Witakenge
Patrick Salumu Witakenge, né le 11 février 1982 à Bukavu, est un homme politique de République démocratique du Congo. Il est député national de la quatrième législature, élu de la circonscription de Bukavu  au Sud-Kivu.

## Biographie

### études
Patrick Salumu Witakenge diplômé en droit public à Université protestante du congo, il est allé poursuivre ses études de master à  Bruxelles en Belgique avant de se retrouver  aux États-Unis pour y sortir  docteur en droit jurisprudentiel.

### Carrière professionnelle
Patrick Salumu Witakenge a été et élu président de l'équipe football OC Muungao à Bukavu au Sud-Kivu le 1er septembre 2023.

### Carrière politique
Patrick Salumu Witakenge est membre de l'Union pour la démocratie et le progrès social (UDPS).